# Lingua oromonica

Distribuzione dei parlanti Oromo in Africa

Distribuzione geografica della varietà dei dialetti Oromo

La lingua oromonica, detta anche oromo (nome nativo: Afaan Oromoo o anche Oromiffaa), è una lingua afro-asiatica diffusa soprattutto in Etiopia. La lingua oromo rappresenta la lingua più parlata del gruppo delle lingue cuscitiche. Veniva chiamata anche galla dagli europei e da altri gruppi non-oromo, ma oggi il termine viene considerato dispregiativo e non è più nell'uso comune. L'oromo viene trascritto usando un alfabeto latino modificato chiamato qubee, che ha ricevuto una definizione formale nel 1991.
Al 2022, è parlata da quasi 40 milioni di parlanti totali. Ethnologue (2022) indica le seguenti stime: oromo centro-occidentale (19,2 milioni), oromo orientale (9,7 milioni), oromo borana-arsi-guji (8,4 milioni).

## Diffusione
Il 99% dei parlanti oromonico vivono in Etiopia, soprattutto nella regione di Oromia, e appartengono all'etnia oromo; gruppi minori si trovano in Kenya, Somalia e nei paesi occidentali.. In Etiopia, l'oromonico è la prima lingua per il 32% circa della popolazione ed è seconda solo all'amarico (33% circa). In Africa, l'oromonico è la quinta lingua per numero di parlanti, dopo l'arabo, lo swahili, l'hausa e l'amarico. L'oromonico è parlato come seconda lingua da diversi gruppi etnici che sono stati storicamente o sono tuttora in stretti rapporti con gli oromo, come i bambassi e kwana.

## Dialetti e varianti
Alcune fonti (tra cui il SIL) non considerano l'oromonico una lingua, ma una famiglia di lingue correlate. In ogni caso esistono numerose varianti o dialetti:
- Oromonico occidentale o centro-occidentale
  - Wellega (wallagga) o macha (macca): Oromia nordoccidentale
  - Tulama (tuulamaa) o shewa (shawaa): Oromia centrale, Addis Abeba
  - Wollo (wallo): alcune zone della città di Wollo e della regione di Regione di Amhara
  - Raya (raayyaa): alcune aree a nord di Wollo
- Oromo orientale (harar oromo, humbanna-ituu oromo): Oromia nordorientale, Harar, Dire Daua
- Oromonico meridionale
  - Arsi: alcune regioni dell'Oromia centrale
  - Gūji (gujii): alcune regioni dell'Oromia centro-meridionale
  - Borana (boranaa): Oromia meridionale, Provincia Orientale del Kenya, regione di Gedo in Somalia
  - Gabra: parte nordoccidentale della Provincia Orientale, Kenya
  - Garre-ajuraan: distretti di Mandera e Wajir della Provincia Nordorientale del Kenya
  - Sakuye: una regione del distretto di Moyale, nella Provincia Orientale, Kenya
  - Orma (incluso il dialetto Munyo): lungo il fiume Tana nella Provincia Costiera del Kenya
  - Waata: alcuni villaggi sull'oceano Indiano nella Provincia Costiera del Kenya

Queste varianti o dialetti differiscono soprattutto a causa dell'influenza delle lingue delle regioni vicine ai corrispettivi bacini. In Etiopia, per esempio, le varianti dell'oromonico incorporano spesso parole di origine amairca, mentre in Kenya l'oromonico ha subito soprattutto l'influenza dello swahili e dell'inglese. Le varianti meridionali sono quelle che appaiono più divergenti.

## Classificazione
Nello standard ISO 639 la lingua oromonica è classificata come macrolinguaggio, a cui appartengono:
- lingua oromonica borna-arsi-guji [gax]
- lingua oromonica orientale [hae]
- lingua orma [orc]
- lingua oromonica centro-occidentale [gaz]

## Politica
Prima della rivoluzione etiope del 1974 era vietato pubblicare testi in oromonico o utilizzarlo in trasmissioni radiofoniche o televisive. Il governo rivoluzionario abolì questi divieti e pianificò l'introduzione dell'oromonico nelle scuole, progetto che venne realizzato solo nel 1991, dopo la caduta del governo di Menghistu Hailé Mariàm. Con l'istituzione delle regioni etniche, e quindi dell'Oromia, l'oromonico divenne la prima lingua della regione.

### Grammatiche
- Mohammed Ali e A. Zaborski (1990). Handbook of the Oromo Language. Polska Akademia Nauk, Wroclaw, Polonia. ISBN 83-04-03316-X
- Mario Borello, Grammatica di lingua galla: Fonetica e morfologia, (due volumi), Inst. Missioni Consolata, 1939.
- Catherine Griefenow-Mewis e Tamene Bitima (1994). Lehrbuch des Oromo. Rüdiger Köppe Verlag, Köln. ISBN 3-927620-05-X
- Catherine Griefenow-Mewis (2001). A Grammatical Sketch of Written Oromo. Rüdiger Köppe Verlag, Köln. ISBN 3-89645-039-5
- Arnold Weinholt Hodson (1922). An elementary and practical grammar of the Galla or Oromo language. Society for Promoting Christian Knowledge, Londra.
- Franz Praetorius (1872). Zur Grammatik der Gallasprache. G. Olms, Hildesheim, New York. ISBN 3-487-06556-8
- Taha M. Roba (2004). Modern Afaan Oromo grammar: qaanqee galma Afaan Oromo. Authorhouse, Bloomington, Indiana. ISBN 1-4184-7480-0
- Harry Stroomer (1987). A comparative study of three Southern Oromo dialects in Kenya. Hamburg: Helmut Buske Verlag, pp. xi-6.

### Dizionari
- Tamene Bitima (2000). A dictionary of Oromo technical terms. Oromo - English. Rüdiger Köppe Verlag, Köln. ISBN 3-89645-062-X
- Mario Borello, Dizionario Oromo-Italiano, a cura di Hans-Jürgen Sasse e Paolo Tablino, Amburgo, H. Buske, 1995,  p. 432, ISBN 3875481186.
- A. Jennings Bramly (1909). English-Galla-Amharic Vocabulary. Khartoum University Library
- Edwin C. Foot (1913). A Galla-English, English-Galla dictionary, Cambridge University Press. Ristampato da Gregg, Farnborough, ISBN 0-576-11622-X
- Tilahun Gamta (1989). Oromo-English dictionary. University Printing Press, Addis Abeba
- Gene Gragg et al. (a c. di, 1982). Oromo Dictionary. African Studies Center, Michigan State University, East Lansing, Michigan.
- E. Viterbo (1894). Grammatica e dizionario della lingua dei galla (oromonica), V. I Galla-Italiano VIII-152, V II Italiano-Galla LXIV-106, Manuali Hoepli, Milano.